# إيهاب توفيق
إيهاب توفيق (7 يناير 1966 -)، مطرب مصري، يعدّ من أشهر المغنين في بلده والوطن العربي بدأ حياته الفنية في أوائل التسعينات من القرن العشرين

## حياته
هو الابن الوحيد لوالديه أحمد توفيق ووالدته سوزان، كان له أخ يصغره بسنتين اسمه محمد توفي في حادث مؤسف أودى بحياته عندما كان في ربيعه الثاني عشر. ظهرت موهبته مبكراً في حفظه لأغاني أم كلثوم وعبد الوهاب وكان دائما على مسرح المدرسة كمغني منفرد وورائه زملائه وتعلم أيضا عزف العود على يد صديق لوالده الأستاذ شكري وهو في التاسعة من العمر وكان له قدرة مميزة في حفظ النوتات في مدة وجيزة ولحبه الشديد للفن قرر الدخول لمعهد الفن والموسيقى.
كان من الطلبة المتميزين في صفه وبعد أن أنهى دراسته وأصبح معيداً في جامعته اقترح عليه أصدقاءه أن يشترك في مسابقة للمواهب ولم يعلم وقتها أنها نقطة تُفتح فيها أبواب العالم له فاشترك في المسابقة وكان من ضمن لجنة التحكيم الفنان محمد عبد الوهاب وأشاد به وكان هو من فاز بالمرتبة الأولى في المسابقة وعندها اقترح عليه الفنان محمد عبد الوهاب اسم الحالي ليكون هذا الاسم علامة فارقة في الفن ودلالة على الأصالة والإبداع والتميز وهذه كانت بداية مشواره الفني الذي كان قد تنبأ به عبد الوهاب.

### تجربته في التمثيل
شارك في فيلم «من القاهرة إلى الزقازيق» عام 1997 وكان أول بطولة مطلقة له في الغناء والتمثيل مع الممثلة نرمين الفقي وحنان ترك وخالد النبوي وحمدي غيث والممثلة القديرة إنعام سالوسة، وقام بدور المطرب «محمود حسن»، الفيلم من إخراج كريم ضياء الدين

### حياته الأسرية
عام 2007 تزوج من ندى ورزق منها بولدين توأم أحمد ومحمود عام 2008 وابنة اسمها نورين عام 2014.

## سيرته الفنية
بداية مشواره الفني كانت في سنة 1989 وكانت أول أغنية أطُلقت له في ألبوم هي الأسمراني أو دانـــي وكان الألبوم يضم المواهب الجديدة وكان من ضمنهم...نجحت الأغنية نجاحا لم يتوقعه فانضم إلى شركة منتجة ليكون له ألبومه المنفرد الأول: (اكمني) توالت نجاحات لجمعه بين القديم والحديث...و لكن هناك أوقات فكر فيها بالاعتزال للإساءات التي تعرض لها من الصحافة لأنها كانت تمس أغلى الناس عنده (والديه) ولكن جمهوره أقنعه بالعكس وكان ألبوم «سحراني» عام 1998 بعد اختفاءه سنتين والذي حقق مبيعات وصلت إلى 500 ألف ألبوم في مصر فقط خلال فترة قصيرة لا تتعدى الأسبوعين، ثم حصل على الدكتوراه في تاريخ 10 من أبريل سنة 2001 وكانت رسالته تتحدث عن الفن في النصف الأخير من القرن العشرين وشمل جيل أم كلثوم مروراً بجيل عبد الحليم وصولاً إلى جيله.
وصلت ألبوماته إلى 18 ألبوم منذ بداية عام 1991 إلى عام 2011. بجانب الأغاني المنفردة في المناسبات المتنوعة.
وبجانب الألبوم الديني إلا رسول الله والرباعيات انتقل من شركة هاي كوالتي إلى شركة روتانا وقد وقع معهم عقدا على 3 ألبومات وهي خطوة يقدم عليها لأول مرة (وهي أن يوقع عقدا على ثلاث ألبومات متتالية) وكانت البداية مع روتانا بألبوم (اسمك إيه) والألبوم كانت قفزة جديدة في اختيارات وكان لأول مرة يقرر فيها جعل الألبوم وجبة دسمة تحتوى على (13 أغنية) وحقق الألبوم نجاحا كبيرا خاصة بعد عرض كليب «عامل عملة» الذي كان شكلا جديدا وتغيرا مبتكرا في شخصيته الفنية المتجددة ووصلت مبيعات الألبوم إلى أكثر من 300 ألف نسخة في فترة قصيرة جدا ليتربع على قمة المبيعات حسب إحصاءات شركة روتانا من الأشهر الأولى لإصداره ثم أتى بعدها ألبوم «حبك علمني» الذي احتوى على أغاني مختلفة وتجربة جديدة جدا حتى على جمهور الذي لم يتعود على أغاني رومانسية محضة منه ك«حبك علمني» و«قلبي في حيرة» وأغاني دراما من شكل جديد (كام يوم) و
(أناني) ونجح الألبوم في تكريس شخصيته الفنية المتميزة التي لا تشبه أحدا والغير قابلة للتقليد وبعد نزول الألبوم بأسبوع واحد فقط كانت حفلة في مهرجان قرطاج.
ثم انتقل بعد ذلك لشركة عالم الفن ومزيكا كخطوة جديدة بعد الخلافات التي قامت بينه وبين شركة روتانا ورغم كل هذه النجاحات إلا أنه قرر عدم الاستمرار مع روتانا لما وصفه بالاحتكار الفني واتفق الطرفان على إنهاء العقد بدون مشاكل نظرا للاسم الكبير في المجال الغنائي والاسم الكبير لروتانا في مجال إنتاج الصوتيات والمرئيات ليدخل بعدها مرحلة جديدة مع الشركة المصرية عالم الفن لصاحبها المنتج محسن جابر ليكون أول ثمرة في تعاونهما ألبوم ناجح جدا «أحلى منهم» سنة 2007 حيث حققت الأغنية انتشارا واسعا.
ثم أتى بعد سنتين ألبوم «لازم تسمع» الذي ورغم عدم تحقيقه لنجاح جماهيري واضح إلا أنه حقق مبيعات جيدة، ثم انتقل إلى شركة إنتاج حديثة والمنتج هو كاتب جيد اسمه وائل الغرياني واسم الشركة دليك وأنتج معها أول ألبوم مع المنتج وائل الغرياني وهو ألبوم ديني «أرحنا يا بلال» وحقق مبيعات جيدة.
و كان آخر ألبوماته ألبوم «كل يوم يحلو» في يوليو 2016 بعد انقطاعه 7 سنوات، والذي أنتجه على نفقته الخاصة بتشجيع من المنتج ياسر زايد الذي تولى مستشارا فنيا لفترة قصيرة كان لها الفضل في صدور الألبوم وانتهاء تأجيل صدوره.

## الألبومات
| الألبوم       | العام  | المنتج              |
| ------------- | ------ | ------------------- |
| اكمني         | (1990) | سونار               |
| مراسيل        | (1991) | سونار               |
| رسمتك         | (1993) | سونار               |
| هتعدي         | (1994) | البلجون             |
| عدي الليل     | (1995) | هاي كواليتي         |
| الدنيا        | (1996) | هاي كواليتي         |
| يعشق قمر      | (1997) | هاي كواليتي         |
| سحراني        | (1999) | هاي كواليتي         |
| حبيب القلب    | (2000) | هاي كواليتي         |
| هما كلمتين    | (2002) | هاي كواليتي         |
| ليه الخصام    | (2003) | هاي كواليتي         |
| اسمك إيه      | (2004) | روتانا              |
| حبك علمني     | (2005) | روتانا              |
| أحلى منهم     | (2007) | عالم الفن           |
| إلا رسول الله | (2008) | عالم الفن           |
| لازم تسمع     | (2009) | عالم الفن           |
| أحلى سمرة     | (2010) | هاي كواليتي         |
| أرحنا يا بلال | (2011) | ديلايكا             |
| كل يوم يحلو   | (2016) | إيهاب توفيق للإنتاج |

## فيديو كليبات
| الأغنية                                               | المخرج                                                      | المنتج              |
| ----------------------------------------------------- | ----------------------------------------------------------- | ------------------- |
| داني                                                  | عادل عوض                                                    | سونار               |
| هدى القمر                                             |                                                             | سونار               |
| أمرك ياجميل                                           |                                                             | سونار               |
| أول مرة                                               |                                                             | سونار               |
| مهما جاني                                             |                                                             | سونار               |
| مراسيل                                                |                                                             | سونار               |
| ماتقولهاش                                             |                                                             | سونار               |
| على كيفك                                              |                                                             | سونار               |
| رسمتك                                                 | عادل عوض                                                    | سونار               |
| ماتحلويش                                              | عادل عوض                                                    | سونار               |
| قمرنا                                                 |                                                             | سونار               |
| مين قدو                                               |                                                             | سونار               |
| هتعدي                                                 |                                                             | البلجون             |
| هساعدك                                                |                                                             | هاي كواليتي         |
| عدى الليل                                             | جميل جميل المغازي                                           | هاي كواليتي         |
| أنتي مش عارفة حاجة                                    | رجا زهر                                                     | هاي كواليتي         |
| سلم                                                   |                                                             | هاي كواليتي         |
| ياأسمراني                                             |                                                             | هاي كواليتي         |
| كلام عيونك                                            |                                                             | هاي كواليتي         |
| الحلوة عيونك                                          | النسخة الثانية طارق العريان النسخة الثانية                  | هاي كواليتي         |
| في يوم ما حبيبي ودعني                                 | على رجب                                                     | تلفزيون مصر         |
| أكتر من كدة ايه                                       | محسن أحمد                                                   | هاي كواليتي         |
| دوبت دوب                                              | جميل جميل المغازي                                           | هاي كواليتي         |
| ملهمش في الطيب                                        | جميل جميل المغازي                                           | هاي كواليتي         |
| سحراني                                                | جميل جميل المغازي                                           | هاي كواليتي         |
| الأيام الحلوة                                         | جميل جميل المغازي النسخة الأولى طارق العريان النسخة الثانية | هاي كواليتي         |
| سامحني                                                | جميل جميل المغازي                                           | هاي كواليتي         |
| تترجى فيا                                             | محسن أحمد                                                   | هاي كواليتي         |
| الله عليك يا سيدي                                     | محسن أحمد                                                   | هاي كواليتي         |
| عالجراح                                               | عثمان أبو لبن                                               | هاي كواليتي         |
| ليه الخصام                                            | عثمان أبو لبن                                               | هاي كواليتي وروتانا |
| عامل عمله                                             | عثمان أبو لبن                                               | روتانا              |
| لا داعي                                               | جميل جميل المغازي                                           | روتانا              |
| يا سلام                                               | مورديسيو لونجي                                              | روتانا              |
| أحلى منهم                                             | فادي حداد                                                   | عالم الفن           |
| جرب بقى                                               | محسن أحمد                                                   | عالم الفن           |
| عامل خجول                                             | فادي حداد                                                   | عالم الفن           |
| تصدق بإيه                                             | جميل جميل المغازي                                           | عالم الفن           |
| متخلقش منها                                           | جميل جميل المغازي                                           | عالم الفن           |
| تصدق بإيه                                             | جميل جميل المغازي                                           | عالم الفن           |
| ألف كلمة حب                                           | ياسر سامي                                                   | إيهاب توفيق للإنتاج |
| في حضنك                                               | محسن أحمد                                                   | إيهاب توفيق للإنتاج |
| كل يوم يحلو                                           | سليم سموح                                                   | إيهاب توفيق للإنتاج |
| مصلحتك                                                | ياسر عصام                                                   | عالم الفن           |
| أحلى ليلة                                             | كريم الزاهر                                                 | إيهاب توفيق للإنتاج |
| عشمي في ربنا بمشاركة أحمد شيبة                        | ياسر عصام                                                   | عالم الفن           |
| زحمة الأيام بمشاركة حميد الشاعري مصطفى قمر وهشام عباس | ياسين حسن                                                   | كامب                |
| أنت اختياري                                           | عادل سرحان                                                  | لايف سنايل ستديوز   |

## أغاني دينية
| الأغنية          | المخرج | المنتج    |
| ---------------- | ------ | --------- |
| هلال رمضان       |        | عالم الفن |
| رمضان هل علينا   |        | عالم الفن |
| مسحراتي          |        | عالم الفن |
| ليلة القدر       |        | عالم الفن |
| عدت الأيام       |        | عالم الفن |
| طمعانين في رحمتك |        | عالم الفن |
| أرحنا يا بلال    |        | عالم الفن |
| جاني في المنام   |        | عالم الفن |

## أغاني وطنية وخاصة
| الأغنية                | المخرج       | المنتج              |
| ---------------------- | ------------ | ------------------- |
| 6ساعات                 | ماريو مجدي   | إيهاب توفيق للإنتاج |
| يلا نرجع مصرين         |              |                     |
| ابن مصر                | بتول عرفة    |                     |
| تسلم الأيادي           |              |                     |
| مبروك على مصر          |              |                     |
| آدم وحواء              |              |                     |
| العيد جه               |              |                     |
| سلامة القلوب           |              |                     |
| أوبريت الحلم العربي    | طارق العريان |                     |
| أوبريت الضمير العربي   |              |                     |
| أوبريت بلدى            |              |                     |
| أوبريت ربنا وياك       |              |                     |
| أوبريت بغداد لا تتألمي |              |                     |
| أوبريت القدس هترجع لنا |              |                     |

## وصلات خارجية
- إيهاب توفيق على موقع الدهليز
- إيهاب توفيق على موقع قاعدة بيانات الأفلام العربية
- إيهاب توفيق على موقع ميوزك برينز (الإنجليزية)
- إيهاب توفيق على موقع أول ميوزيك (الإنجليزية)
- إيهاب توفيق على موقع ديسكوغز (الإنجليزية)